# Winta
Winta Efrem Negassi, connue sous le nom de scène Winta (née le 20 mars 1984), est une musicienne et auteure-compositrice norvégienne.

## Biographie
Winta est originaire de Haugerud, à Oslo, et a des parents érythréens. Intéressée par la musique depuis enfant, elle sort plusieurs singles et son premier album First sort en 2004. Entre 2002 et 2004, des vidéos musicales sont publiées pour les singles Emotions, Hot Romance (Rok With You) et I Want U, toutes réalisées par Ray Kay. Le single à succès Hot Romance (Rok With You) est écrit par Taio Cruz.
Winta contribue également à l'album Nå har vi vaska golvet - Sanger av Alf Prøysen. Elle y chante Julekveldsvisa de Prøysen en duo avec Maria Arredondo. 
En septembre 2011, le premier album de Winta depuis sept ans, My Life, sort. L'album comprend les singles Top of the World, Nails on a Chalkboard, My Life, Heart on Fire (Merry-Go-Round), Amazes Me, Just for Tonight, Storm In Paradise et No Last Regrets. Winta se produit au Melodi Grand Prix 2013, lors de la demi-finale à Larvik. En février 2013, elle participe au Melodi Grand Prix avec la chanson Not Afraid et en mai de la même année, elle sort le single Drip en duo avec le chanteur suédois Johnel. 

## Discographie

### Albums studio
- 2004 : First (daWorks)
- 2011 : My Life (daWorks)

### Singles
- 2002 : Emotions (daWorks)
- 2003 : Emotions (avec Diaz (daWorks)
- 2003 : Trippin’ (avec Aphletik (daWorks)
- 2004 : I Want U (daWorks)
- 2004 : Hot Romance (Rok With You) (avec Anton Gordon) (daWorks)
- 2004 : Teaser (daWorks)
- 2005 : Good Times (Hitesh Remix) (daWorks)
- 2007 : Top of the World (daWorks)
- 2010 : Nails on A Chalkboard (daWorks)
- 2011 : My Life (daWorks)
- 2011 : Heart on Fire (Merry-Go-Round) (daWorks)
- 2011 : Amazes Me (daWorks)
- 2011 : Just for Tonight (daWorks)
- 2012 : Storm In Paradiset (daWorks)
- 2012 : No Last Regrets (daWorks)
- 2013 : Not Afraid (daWorks)
- 2013 : Drip featuring Johnel (daWorks)

## Accueil
Un critique d'Adressa décrit l'album First de Winta comme « quelque chose de trop long » et « un soupçon de quelque chose de grand à venir ». Son single Emotions est un succès radio et son autre single Trippin devient un petit succès radio.